# Thann
Thann (alsacià Dànn) és un municipi francès situat al departament de l'Alt Rin i a la regió del Gran Est.

## Demografia
| 1962  | 1968  | 1975  | 1982  | 1990  | 1999  |
| ----- | ----- | ----- | ----- | ----- | ----- |
| 7.736 | 8.318 | 8.519 | 7.748 | 7.751 | 8.033 |

En aquesta ciutat del Gran Est més de la meitat dels habitants són alemanys.
La ciutat ja es menciona el 995. La seva església de Sant Teobald, anomenada La Catedral. Té una façana a l'Oest, que pertany en el seu conjunt a finals del segle xiv i està rematada per un gran pinacle amb una estàtua de Sant Teobald, del 1498, i un llanternó calat de la mateixa època. El seu portal és una de les obres escultòriques més notable de l'edat mitjana de la regió.
El gran timpà està dedicat a escenes de la Vida de la Verge, i el dos petits representen el Naixement i la Mort de Jesucrist, abundant en figures d'un art ingenu, que les fa semblar concebudes com escultures de talla i els i dona semblança als retaules. En el cantó Nord, hi ha un pòrtic del 1430, decorat amb pinacles, nínxols i estàtues, entre les que apareixen com de l'època les tres, de Sant Joan, Sant Morand i el papa Lleó X. En l'interior, la nau és de quatre trams rectangulars, i es perllonga en un magnífic cor de tres trams, amb absis pentagonal que fou acabat el 1433. En el cantó Sud, hi ha una capella sortint, construïda el 1629 en l'estil del segle xv, i al cantó Nord, d'aquest últim segle conté una decoració més sumptuosa. Les finestres del cor ostenten una bella sèrie de vuit vidrieres, i cal citar també el cadirat del cor, del segle xiv, adornat d'un gran nombre d'estatuetes de meravellosa execució, algunes de les quals són degudes a l'artista Klem, que portà a cap llur restauració; el reixat, del segle xv, que tanca la capella Sud; una estàtua de la Verge, del segle xvi, i dues altres estàtues de talla del segle xiv o XV, que representen a San Teobald i La Verge i el Nen.
També citarem en aquesta població la Casa Consistorial edifici construït per Kleber; una font amb l'estàtua de Sant Teobald i el monument a Henry Chardon, i altres morts en la guerra 1914-1918.
L'origen d'aquesta vila l'atribueixen a una llegenda local d'un fet miraculós. Segons aquesta, un vell criat de sant Ubald o sant Teobald, bisbe de Gubbio, li tallà un dit, després de la seva mort, per a conservar-lo com una santa relíquia i donar-lo a llur església parroquial en els Països Baixos. L'amagà en el bordó del seu bastó de pelegrí i emprengué el viatge a la seva terra nadiua, quan arribà a la vall del Thur, el sorprengué la nit al peu del castell d'Engelbourg i, rendit de cansament, s'adormí i després d'haver plantat llur bastó prop d'un pi. En despertar, intentà en va arrancar-lo de terra, ja que el bastó havia arrelat, al mateix temps que apareixia un viu resplendor per sobre del pi més proper. El senyor del castell, atret per l'aparició i coneixedor dels fets que havien passat, feu vot de construir una capella en honor del sant. Els miracles que sovintejaren en aquell lloc van atraure al santuari nombrosos pelegrins i el convertiren en meta d'una peregrinació molt freqüentada.
En record d'aquests fets figura un pi en les armes d'aquesta vila, i cada any, la vigília de la festa de Sant Teobald, existeix el tradicional costum de cremar, en la plaça de l'església, tres pins beneïts. Thann i el castell d'Engelbourg pertanyeren primerament als comtes de Ferrette, i el 1324 passaren, per matrimoni, a la casa d'Àustria, començant llavors la prosperitat de la vila.
Després va estar sota el domini de Carles El Temerari, que anomena capità del seu castell en Pere d'Hagenbach. Durant la guerra dels Trenta Anys la plaça sofrí grans vicissituds, fins que fou definitivament annexionada a França, després de la victòria de Turena a Turckheim. Durant la primera guerra mundial foren destruïts diversos edificis d'aquesta població, pro de la qual es lliurà un violent combat del 13 al 17 de setembre de 1914. Aquesta vila fou provisionalment el centre administratiu de l'Alsàcia reconquistada i en ella s'instal·là el primer Tribunal francès.
- Referències:Apèndix nº 10, pags. 429-430 de l'enciclopèdia Espasa.

## Administració
| Període   | Identitat              | Partit |
| --------- | ---------------------- | ------ |
| 1944-1945 | François Heiligenstein |        |
| 1945-1956 | Modeste Zussy          |        |
| 1956-1989 | Pierre Schielé         |        |
| 1989-     | Jean-Pierre Baeumler   | PS     |